# Улица Станиславского (Новосибирск)
Улица Станисла́вского — улица левобережной части Новосибирска, соединяющая магистрали Ленинского и Кировского районов города. Одна из центральных транспортных магистралей левобережной части Новосибирска.

## Название
Улица (ранее называлась Вокзальная)названа в честь великого русского театрального режиссёра, актёра и преподавателя, Народного артиста СССР, Константина Сергеевича Станиславского.

## Географическое положение
Улица Станиславского начинается в районе Площади Труда, затем пересекается с улицей Котовского, а затем такие улицы как: Пархоменко, Плахотного, такие крупные как: Титова, Немировича-Данченко и внутриквартальные: Степная, Вертковская. Заканчивается улица в районе Станиславского жилмассива, соединяясь с более мелкой улицей Ударная.
Её протяжённость составляет около 3 км 100 м.

## Примечательные здания и сооружения

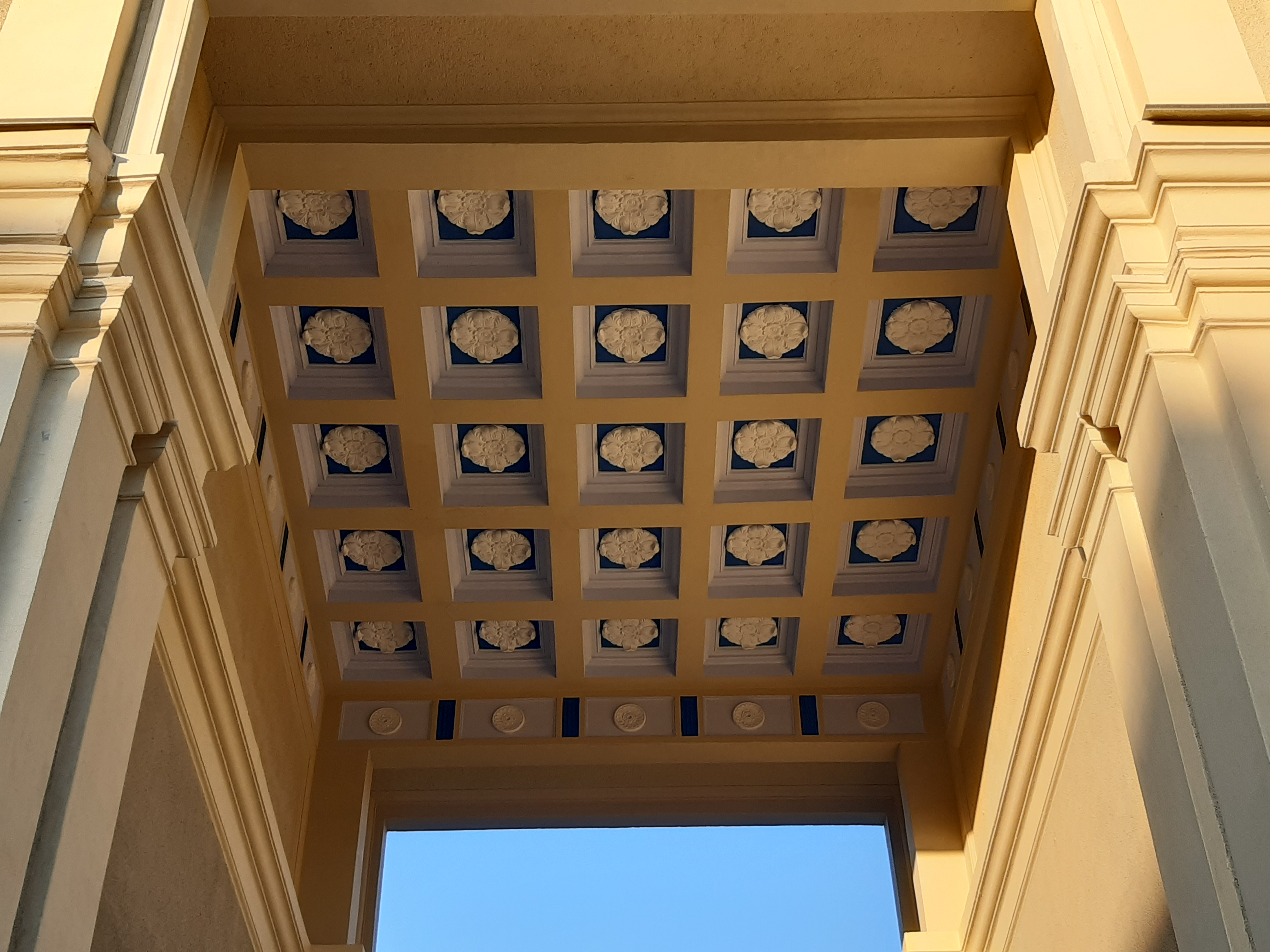
Улица Станиславского, 3

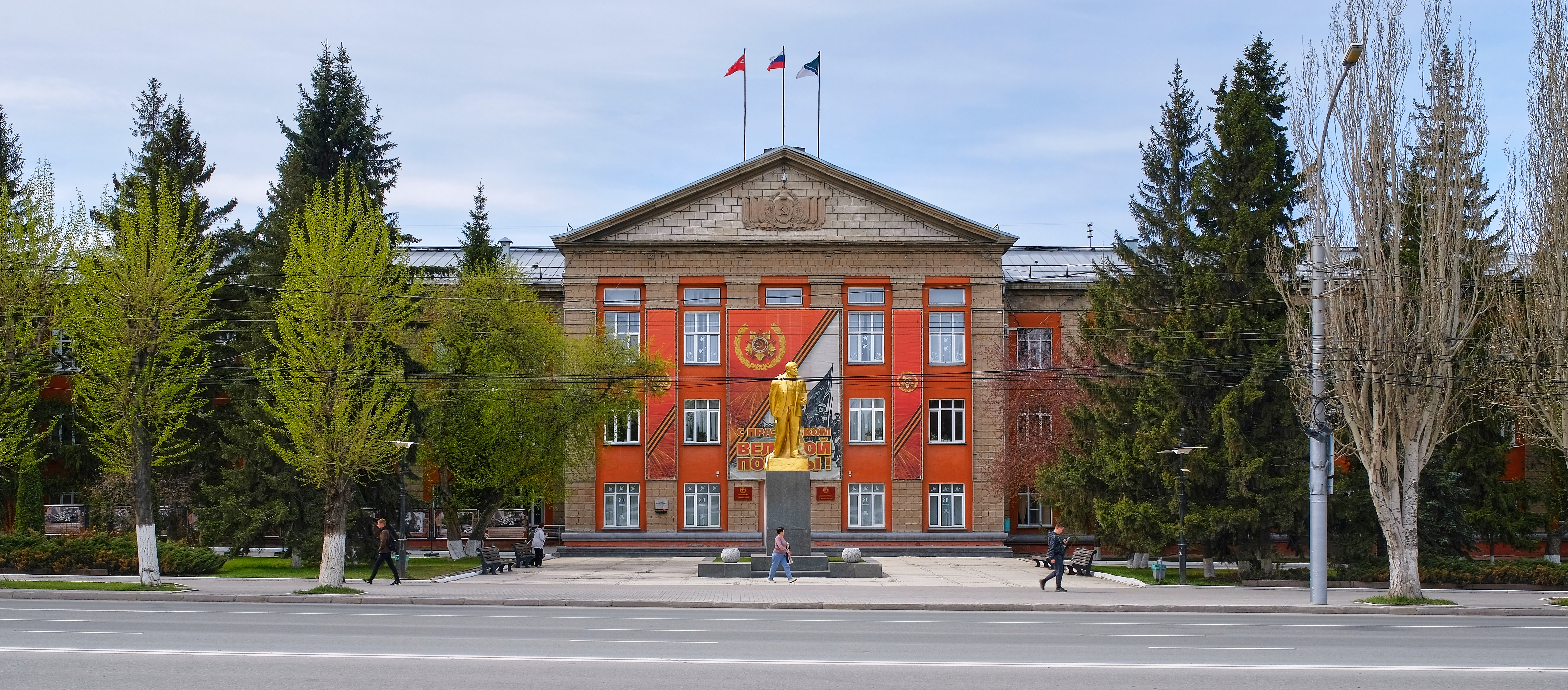
Здание администрации Ленинского района (дом № 6А)

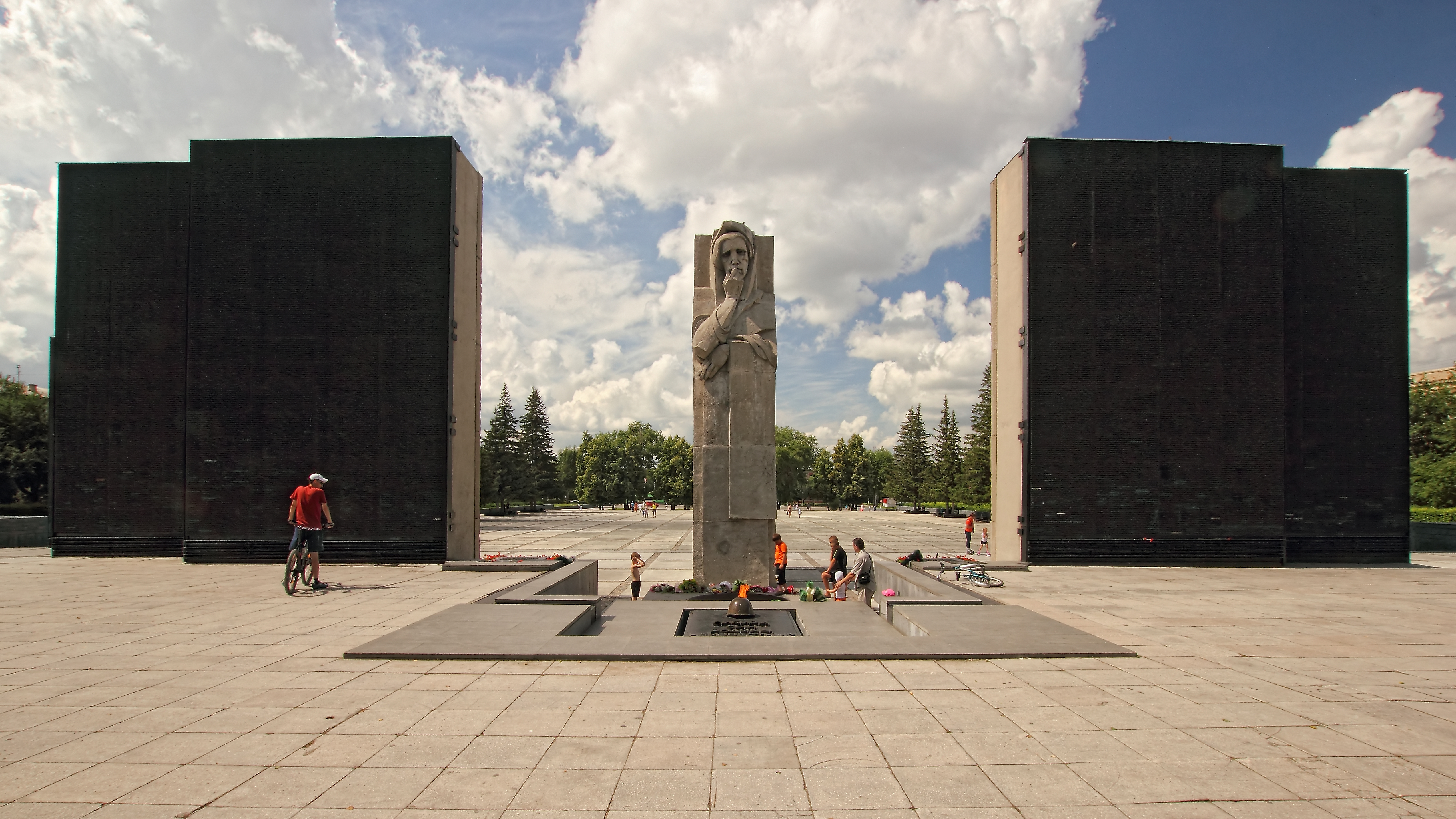
Монумент Славы

- Жилой дом по улице Станиславского, 3 — здание, построенное в 1941 году. Памятник архитектуры регионального значения.
- Жилой дом по улице Станиславского, 7 — здание, сооружённое в 1940 году. Архитекторы — В. М. Тейтель и А. В. Баранский. Памятник архитектуры регионального значения.
- Монумент Славы — мемориальный комплекс в честь подвига сибиряков в годы Великой Отечественной войны, открытый 6 ноября 1967 года. Автор — художник-монументалист А. С. Чернобровцев. Состоит из символической статуи скорбящей женщины-матери, Вечного огня и семи мощных десятиметровых пилонов.
- В начале улицы расположен крупнейший парк отдыха левобережья — ПКиО имени Кирова.

## Организации, расположенные на Улице Станиславского

### Федеральные и государственные управления и органы власти
- Администрация Ленинского района г. Новосибирска.
- Отдел пособий и выплат по Ленинскому району.
- «Горзеленхоз» Мэрии г. Новосибирска по Ленинскому району.

### СМИ
- Типография «Наука».
- ГК «Западно-Сибирская экспериментальная типография».
- Газеты: Сибирский еженедельник «Реклама» и другие.

### Образовательные учреждения
- Дом детского творчества им. В. Дубинина.
- Центральная городская библиотека им. А. П. Гайдара.
- Библиотека семейного чтения.
- Художественная школа № 2.
- Средняя школа № 20.
- Детский сад № 144.

### Спортивные учреждения
- Спортивный клуб «Обь».
- Спортивный клуб «Зевс».
- Спортивный клуб «Калита».

### Медицинские учреждения
- Поликлиника № 24.
- Специализированный маммологический центр «Вера» .
- Стоматологические клиники, центры.
- Сети аптек.

## Архитектура
Отсчёт домов по улице Станиславского ведётся от домов, стоящих на пересечении с улицей Котовского.
- Участок Котовского-Титова:
  - В начале архитектура улицы Станиславского представлена домами в стиле «сталинского ампира»: в промежутке от улицы Котовского до улицы Пархоменко, по обеим сторонам.
  - Затем, от улицы Пархоменко до улицы Плахотного нечётную сторону занимает Мемориал Славы, а другую — здание Администрации Ленинского района. См фото:  (недоступная ссылка).
  - В промежутке от улицы Плахотного и до улицы Титова: данный участок повторяет архитектуру начала улицы и также являет собой «сталинского ампира» вплоть до Площади Станиславского, расположенной на пересечении с улицей Титова.
- Участок Титова-Немировича Данченко:
  - После улицы Титова и до улицы Вертковская расположены кирпичные дома «хрущёвской постройки» высотой от 5 до 7 этажей. Встречаются административные здания до 4 этажей, 6-этажные «дома-вставки» 1990 годов и новые жилые дома высотой до 12 этажей.
  - На участке от улицы Вертковская до улицы Немировича-Данченко: на чётной стороне расположены две кирпичные пятиэтажные «хрущёвки» и средняя школа, а на нечётной стороне — два девятиэтажных кирпичных жилых дома постройки начала и конца 1990 годов постройки. См фото:  (недоступная ссылка).
- Участок Немировича Данченко-Ударная:
  - На этом участке: по чётной стороне расположены девятиэтажный кирпичный дом постройки начала девяностых и панельные 5-этажные «хрущёвки», а также в самом конце улицы — поликлиника. См. фото:  (недоступная ссылка).
  - По нечётной стороне: на пересечении с улицей Немировича-Данченко расположен недостроенный многоэтажный гаражный комплекс. См. фото:  (недоступная ссылка).
  - Затем 6-9-этажные кирпичные дома конца 1960 годов — начала 1970 годов с административными помещениями и в самом конце улицы — относительно новый дом, сданный в середине 1990 годов. См. фото:  (недоступная ссылка).

## Транспорт

### Автобусы
- № 14, № 16, № 28, № 43, № 55, № 64, № 79, № 96, № 101, № 102, № 103, № 112, № 114, № 120, № 122, № 216, № 217, № 220, № 228, № 233.

### Маршрутное такси
- № 29, № 29а, № 323, № 326.

### Троллейбусы
- № 4, № 7, № 24, № 35.

### Остановки
- «пл. Труда», «ПКиО им. Кирова», «Монумент Славы», «пл. Станиславского», «ул. Степная», «ул. Станиславского», «Ж/М Станиславский».

## Известные жители
- Николай Фёдорович Храненко (1909—1991) — архитектор, автор проектов жилых домов в Кемерово, Новосибирске, Томске и Красноярске. В Новосибирске спроектировал жилой ансамбль по улице Станиславского (№ 2, 4, 6). На здании № 6 по улице Станиславского, где с 1954 по 1986 год жил архитектор, установлена мемориальная доска[1][2].